# Austrotinodes
Genre
Austrotinodes est un genre d'insectes de l'ordre des trichoptères et de la famille des Ecnomidae.

## Systématique
Le genre Austrotinodes a été créé en 1955 par l'entomologiste canadien Fernand Schmid (d) (1924-1998) avec comme espèce type Austrotinodes latior. 

## Liste d'espèces
Selon BioLib (24 juin 2022) :
- Austrotinodes abrachium Thson & Holzenthal, 2010
- Austrotinodes adamsae Flint, 1996
- Austrotinodes amazonensis Flint & Denning, 1989
- Austrotinodes ancylus Flint & Denning, 1989
- Austrotinodes angustior Schmid, 1955
- Austrotinodes ariasi Flint & Denning, 1989
- Austrotinodes armiger Flint, 1983
- Austrotinodes belchioris Thomson & Holzenthal, 2010
- Austrotinodes bibu Cartwright, 2009
- Austrotinodes bifurcatus Cartwright, 2009
- Austrotinodes boliviensis Thomson & Holzenthal, 2010
- Austrotinodes bracteatus Flint & Denning, 1989
- Austrotinodes brevis Schmid, 1958
- Austrotinodes camurus Cartwright, 2009
- Austrotinodes canoabo Flint & Denning, 1989
- Austrotinodes cekalovici Flint, 1969
- Austrotinodes chihuahua Flint & Denning, 1989
- Austrotinodes contubernalis Flint & Denning, 1989
- Austrotinodes cressae Thomson & Holzenthal, 2010
- Austrotinodes cubanus Kumanski, 1987
- Austrotinodes doota Cartwright, 2009
- Austrotinodes doublesi Muñoz & Holzenthal, 1993
- Austrotinodes fortunata Flint & Denning, 1989
- Austrotinodes freytagi Flint & Denning, 1989
- Austrotinodes fuscomarginatus Flint & Denning, 1989
- Austrotinodes glaya Cartwright, 2009
- Austrotinodes gorom Cartwright, 2009
- Austrotinodes inbio Muñoz & Holzenthal, 1993
- Austrotinodes irwini Flint, 1973
- Austrotinodes labiatus Flint & Sykora, 2004
- Austrotinodes lineatus (Navás, 1934)
- Austrotinodes longispinum Thomson & Holzenthal, 2010
- Austrotinodes madininae Botosaneanu, 1990
- Austrotinodes mexicanus Flint, 1973
- Austrotinodes mubar Cartwright, 2009
- Austrotinodes neblinensis Flint & Denning, 1989
- Austrotinodes nielseni Flint & Denning, 1989
- Austrotinodes panamensis Flint, 1973
- Austrotinodes pandus Cartwright, 2009
- Austrotinodes paraguayensis Flint, 1983
- Austrotinodes picada Flint, 1983
- Austrotinodes prolixus Flint & Denning, 1989
- Austrotinodes quadrispina Schmid, 1958
- Austrotinodes recta Schmid, 1964
- Austrotinodes recurvatus Flint, 1983
- Austrotinodes sedmani Flint, 1973
- Austrotinodes talcana (Navás, 1934)
- Austrotinodes taquaralis Thomson & Holzenthal, 2010
- Austrotinodes texensis D.E. Bowles, 1995
- Austrotinodes theischingeri Cartwright, 2009
- Austrotinodes triangularis Schmid, 1958
- Austrotinodes tuxtlensis Flint & Denning, 1989
- Austrotinodes uruguayensis Angrisano, 1994
- Austrotinodes varus Cartwright, 2009
- Austrotinodes yalga Cartwright, 2009

Selon ITIS (24 juin 2022) :
- Austrotinodes adamsae Flint, 1996
- Austrotinodes amazonensis Flint & Denning, 1989
- Austrotinodes ancylus Flint & Denning, 1989
- Austrotinodes angustior Schmid, 1955
- Austrotinodes ariasi Flint & Denning, 1989
- Austrotinodes armiger Flint, 1983
- Austrotinodes bracteatus Flint & Denning, 1989
- Austrotinodes brevis Schmid, 1958
- Austrotinodes canoabo Flint & Denning, 1989
- Austrotinodes cekalovici Flint, 1970
- Austrotinodes chihuahua Flint & Denning, 1989
- Austrotinodes contubernalis Flint & Denning, 1989
- Austrotinodes cubanus Kumanski, 1987
- Austrotinodes doublesi Munioz-Quesada & Holzenthal, 1993
- Austrotinodes fortunata Flint & Denning, 1989
- Austrotinodes freytagi Flint & Denning, 1989
- Austrotinodes fuscomarginatus Flint & Denning, 1989
- Austrotinodes inbio Munioz-Quesada & Holzenthal, 1993
- Austrotinodes irwini Flint, 1973
- Austrotinodes lineatus (Navas, 1934)
- Austrotinodes madininae Botosaneanu, 1990
- Austrotinodes mexicanus Flint, 1973
- Austrotinodes neblinensis Flint & Denning, 1989
- Austrotinodes nielseni Flint & Denning, 1989
- Austrotinodes panamensis Flint, 1973
- Austrotinodes paraguayensis Flint, 1983
- Austrotinodes picada Flint, 1983
- Austrotinodes prolixus Flint & Denning, 1989
- Austrotinodes quadrispina Schmid, 1958
- Austrotinodes recta Schmid, 1964
- Austrotinodes recurvatus Flint, 1983
- Austrotinodes sedmari Flint, 1973
- Austrotinodes talcanus (Navas, 1934)
- Austrotinodes texensis Bowles, 1995
- Austrotinodes triangularis Schmid, 1958
- Austrotinodes tuxtlensis Flint & Denning, 1989
- Austrotinodes uruguayensis Angrisano, 1994

Selon NCBI (24 juin 2022) :
- Austrotinodes adamsae
- Austrotinodes angustior
- Austrotinodes contubernalis
- Austrotinodes cubanus
- Austrotinodes irwini
- Austrotinodes picada
- Austrotinodes quadrispina
- Austrotinodes recta Schmid, 1964
- Austrotinodes talcanus
- Austrotinodes texensis Bowles, 1995
- Austrotinodes triangularis Schmid, 1958

## Étymologie
Le nom générique, Austrotinodes, fait référence au genre Tinodes, dont les nervures sont semblables, et à l'hémisphère Sud (du latin autralis).

## Publication originale
- Fernand Schmid, « Contribution à la connaissance des Trichoptères néotropicaux », Mémoires de la Société vaudoise des sciences naturelles, vol. 11, no 69,‎ 30 juin 1955, p. 117-169 (ISSN 0037-9611, OCLC 487866047, BNF 34468723, DOI 10.5169/SEALS-257487, lire en ligne).